# Cooperativa Unió d'Amics
La Cooperativa Unió d'Amics és una obra de Sant Quirze de Besora (Osona) protegida com a bé cultural d'interès local.

## Descripció
Edifici entre mitgeres, amb semi-soterrani, planta baixa, planta primera i golfes. La superfície total de la parcel·la és de 969 m². i la superfície total construïda és de 1.187 m².
Es tracta d'una construcció feta amb maó manual a cara vista amb obertures en forma d'arcada i balcons a la façana principal.